# Port lotniczy Phnom Penh
Port lotniczy Phnom Penh (IATA: PNH, ICAO: VDPP) – międzynarodowy port lotniczy położony 10 km od Phnom Penh. Jest największym portem lotniczym Kambodży. W 2010 obsłużył 1,7 mln pasażerów.

## Historia
Dawna nazwa lotniska Phnom Penh to Port lotniczy Pochentong.
6 lipca 1995 roku Królewski Rząd Kambodży podpisał umowę koncesyjną z francusko-malezyjską spółką joint venture Société Concessionaire d’Aéroport (SCA), na obsługę Portu lotniczego Phnom Penh (PNH) - Pochentong International Airport. W zamian za 20-letni kontrakt, 70% SCA należy do Groupe GTM i 30% Muhibbah Masterron of Malaysia, zobowiązała się do modernizacji lotniska na kwotę 110 mln dolarów. Modernizacja obejmuje budowę nowej drogi startowej, terminala i budynków cargo, hangarów, instalacji III poziomu ILS i związane z nimi świateł podejścia.
Berger Group została wybrana przez rząd do samodzielnego świadczenia usług inżynierskich w koncesji, do badania projektu i doradztwa w zakresie funkcjonalności i kosztów koncesji proponowanych ulepszeń. Zespół Berger także nadzorował prace wstępne w celu dostosowania samolotów szerokokadłubowych, takich jak 747, w tym nakładki betonu asfaltowego pasa startowego, instalacja nowych ILS, urządzeń metrologicznych, oświetlenie pasa startowego oraz generator energii elektrycznej oraz budowę nowej remizy strażackiej i drogi kołowania.
Po pomyślnym zakończeniu początkowego działania zespół Berger zaprojektował budowę nowego budynku terminalu, który miał pomieścić rosnący ruch turystyczny. Terminal wybudowany kosztem 22 mln dolarów składa się z trzech mobilnych rękawów, ponad 700 miejsc parkingowych i obiektów dla VIP i CIP.
Lotnisko posiada również wewnątrz restaurację Dairy Queen. Jest to jeden z pierwszych przykładów międzynarodowej franczyzy w Kambodży.

## Linie lotnicze i połączenia
- Air France (Bangkok-Suvarnabhumi, Paryż-Charles de Gaulle)
- AirAsia (Kuala Lumpur)
- Asiana (Seul-Incheon)
- Bangkok Airways (Bangkok-Suvarnabhumi)
- Cambodia Angkor Air (Ho Chi Minh, Siem Reap)
- China Airlines (Tajpej-Taoyuan)
- China Eastern Airlines (Kunming, Nanning)
- China Southern Airlines (Pekin-Capital, Kanton)
- Dragonair (Hongkong)
- Emirates (Dubaj)
- EVA Air (Tajpej-Taoyuan)
- Jetstar Asia (Singapur)
- Korean Air (Seul-Incheon)
- Malaysia Airlines (Kuala Lumpur)
- Shanghai Airlines (Szanghaj-Pudong)
- SilkAir (Singapur)
- Thai AirAsia (Bangkok-Suvarnabhumi)
- Thai Airways International (Bangkok-Suvarnabhumi)
- Vietnam Airlines (Hanoi, Ho Chi Minh, Wientian)

### Cargo
- Tri-MG Intra Asia Airlines (Bangkok-Suvarnabhumi, Ho Chi Minh, Singapur)